# Haruhiko Sato
Haruhiko Sato (født 27. juni 1978) er en tidligere japansk fodboldspiller.
Han har spillet for flere forskellige klubber i sin karriere, herunder Kyoto Purple Sanga og Sagan Tosu.